# تووبیتس
تووبیتس (به لاتین: Tłubice) یک منطقهٔ مسکونی در لهستان است که در Gmina Bielsk واقع شده‌است.